# 威尼斯聖盧西亞車站
威尼斯聖盧西亞車站（義大利語：Stazione di Venezia Santa Lucia）是威尼斯本島唯一一座鐵路車站，附近有許多古老的建築圍繞。
車站自1860年開始建造，並為此拆除聖盧西亞教堂，以挪出用地。隨後車站落成，即以教堂之名命名。

## 外部連結
- Storia e immagini della stazione di Venezia Santa Lucia